# Cicely Saunders
Pour les articles homonymes, voir Saunders.
Cicely Mary Saunders, née le 22 juin 1918 à Barnet, Hertfordshire (Angleterre) et morte le 14 juillet 2005 à Londres, est une infirmière, une médecin et une écrivaine britannique.

## Biographie

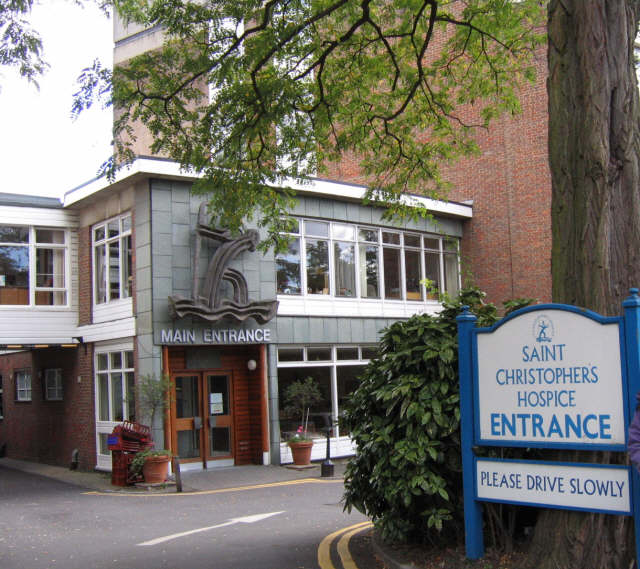
St. Christopher's Hospice.

Cicely Saunders est née de Philip Gordon Saunders, arpenteur agréé et propriétaire foncier, et de Mary Christian Knight. Elle avait deux jeunes frères, John Frederick Stacey Saunders et Christopher Gordon Strode Saunders.
Après avoir fréquenté la Roedean School (1932-1937), Saunders commença à étudier la politique, la philosophie et l’économie au St Anne’s College d’Oxford en 1938. Pendant la guerre, elle décide de devenir infirmière et s’entraîne à la Nightingale School of Nursing de l’hôpital St Thomas de 1940 à 1944,. De retour au St Anne’s College après une blessure au dos en 1944, elle obtient un baccalauréat en 1945, et finit par suivre une formation de médecine à la St Thomas Hospital Medical School (maintenant fusionnée pour former la King’s College London GKT School of Medical Education) et est diplômée en 1957.
Elle est connue pour avoir développé le concept de soins palliatifs dans la médecine moderne et avoir fondé le premier établissement hospitalier spécialisé, le St. Christopher's Hospice de Londres (1967),,.

## Publications traduites en français
- avec Mary Baines, La vie aidant la mort : thérapeutiques antalgiques et soins palliatifs en phase terminale, trad. : Michèle Salamagne, Marie-Christine Hallépée, Marie-Rose Gilles, Paris, MEDSI, 1986.
- dir., Soins palliatifs : une approche pluridisciplinaire, trad. de l'anglais par Guitemie de Roquefeuil, Paris, Lamarre, 1994, 95 p.  (ISBN 2-85030-166-3)

## Distinctions
- 1965 : Ordre du Mérite (Royaume-Uni) (OM)
- 1979 : Ordre de l'Empire britannique (DBE)
- Collège royal de chirurgie (FRCS)
- Collège royal de médecine (FRCP)
- Royal College of Nursing (FRCN)